# Motivation des décisions de justice
Dans la quasi-totalité des systèmes juridiques, les juridictions, qu'elles soient collégiales ou en juge unique, doivent indiquer les raisons de droit et de fait qui les ont amenées à prendre telle décision plutôt que telle autre.

## En France
En France, c'est le décret des 16-24 août 1790 qui pose pour la première fois, dans l'ordre juridique français, le principe de la motivation des jugements. Le  texte définit, dans l'article 15 de son titre V, les quatre parties d’un jugement (civil ou criminel) en précisant que la troisième devra comporter « les motifs qui auront déterminé le juge ». La Constitution de l’an III  mentionne l'exigence de motivation  des décisions de justice dans son article 208. La loi du 28 avril 1810, dans son article 7, sanctionne l'obligation de motivation en déclarant nuls les arrêts qui ne contiendraient pas de motifs. 
Selon l'article 455 du Code de procédure civile, le juge doit, dans les jugements des tribunaux et des arrêts des cours d'appel et de la Cour de cassation, exposer tout d'abord les prétentions des parties et leurs « moyens », c'est-à-dire les raisons, de fait ou de droit, invoquées par ces parties à l'appui de leurs prétentions. Cette partie du jugement est appelée  « motivation », « motifs » ou « attendus ». Ce n'est qu'ensuite que le juge indique quelle est sa décision. 
La partie du jugement ou de l'arrêt qui, en s'appuyant sur les motifs qui le précédent, fait état du jugement proprement dit, se nomme le « dispositif » ou encore la « partie dispositive » du jugement ou de l'arrêt.

## Les «legal opinions» et les «memorandum opinions» dans les pays decommon law
Dans les pays de common law, tels que le Royaume-Uni ou les États-Unis, les jugements qui interprètent la loi de façon novatrice, et peuvent par conséquent créer une nouvelle jurisprudence, sont motivés par les « legal opinions », qui sont des explications écrites données par un juge ou un groupe de juges, et qui accompagnent une décision de justice en en explicitant les motivations ainsi que les principes juridiques sur lesquels elles s'appuient. 
Le ou les juges qui ne partagent pas l'opinion du groupe de juges auxquels ils participent peuvent exprimer ce désaccord et ses motivations dans une « dissenting opinion », une « opinion dissidente » (on utilise aussi parfois le terme de « minority report »).
En revanche, lorsqu'un jugement n'interprète pas la loi de façon nouvelle et ne génère pas une nouvelle jurisprudence, il est accompagné d'un « memorandum opinion (en) » qui précise comment la loi et la jurisprudence existante sont prises en compte dans le cas jugé.